# Ukrainische Botschaft in Brüssel
Die Ukrainische Botschaft in Brüssel ist die diplomatische Vertretung der Ukraine in Belgien. Das Botschaftsgebäude befindet sich in der Avenue Albert Lancaster/Albert Lancasterlaan 30–32 in der Brüsseler Vorstadt Uccle/Ukkel.

## Geschichte
Mit dem Zerfall des Zarenreichs entstand 1918 erstmals ein ukrainischer Nationalstaat. Das Königreich Belgien erkannte den Ukrainischen Staat an. Dmytro Lewyzkyj wurde 1918 erster ukrainischer Botschafter in Belgien. Im Russischen Bürgerkrieg eroberte die Roten Armee den größten Teil der Ukraine und diese wurde als Ukrainische Sozialistische Sowjetrepublik in die Sowjetunion eingegliedert. Andrij Jakowliw war bis 1921 der zweite und letzte Botschafter der Ukraine in Belgien.
Nach dem Zerfall der Sowjetunion erklärte sich die Ukraine im Dezember 1991 für unabhängig. Die Botschaft in Brüssel wurde 1992 eröffnet. Der erste Botschafter war Wolodymyr Wassylenko. Der Botschafter in Belgien ist in der Regel auch Ständiger Vertreter der Ukraine bei der Europäischen Union sowie bei der NATO und als nichtresidierender Botschafter im Großherzogtum Luxemburg akkreditiert.

## Konsulareinrichtungen der Ukraine in Belgien
- Konsularabteilung der Botschaft der Ukraine in Brüssel

## Botschaftsgebäude in Belgien
Sitz der Botschaft ist ein modernes Gebäude in der Avenue Albert Lancaster/ Albert Lancasterlaan 30–32 im Süden der belgischen Hauptstadt.
Die Ständige Vertretung der Ukraine bei der Europäischen Union hat ihren Sitz in der Avenue Louis Lepoutre 99–101 in Brüssel, die bei der NATO im Manfred Wörner Building des NATO-Hauptquartiers in Brüssel.

## Botschafter der Ukraine im Königreich Belgien
- Dmytro Lewyzkyj (1918)
- Andrij Jakowliw (1919–1921)

- Wolodymyr Wassylenko (1992–1997)
- Ljubow Nepop (1997–2016)
- Mykola Totschyzkyj (2016–2021)
- Natalia Anoshyna (Chargé d‘Affaires)